# Sakutarō Kobayashi
Sakutarō Kobayashi (jap. 小林  朔太郎, Kobayashi Sakutarō; * 29. Mai 2000 in Kusatsu, Präfektur Gunma) ist ein japanischer Skispringer und ehemaliger Nordischer Kombinierer.

## Werdegang
Kobayashi besuchte zunächst das Naganohara-Gymnasium, ehe er auf die Keiō-Universität ging. Bei den Nordischen Junioren-Skiweltmeisterschaften 2018 in Kandersteg gab er sein internationales Debüt. In den Wettbewerben nach der Gundersen-Methode belegte er über die Kurzdistanz den zwölften sowie über die Normaldistanz von 10 Kilometern den 18. Platz. Mit dem Team wurde er Vierter. Ein Jahr später nahm er erneut an den Nordischen Junioren-Skiweltmeisterschaften teil, die 2019 im finnischen Lahti stattfanden. Im Gundersen Einzel über 5 Kilometer erreichte Kobayashi Rang 16, ehe er in der Normaldistanz 26. wurde. Gemeinsam mit Sora Yachi, Daimatsu Takehana und Kodai Kimura wurde er zudem in der Staffel Sechster. 2019 wurde er zudem japanischer Studentenmeister. Am 13. Dezember 2019 gab Kobayashi in Park City sein Debüt im Continental Cup (COC) und gewann dabei auf Anhieb seinen ersten COC-Punkt. Nach weiteren Punktgewinnen schloss er die Saison auf dem 70. Platz der COC-Gesamtwertung ab.
In der Saison 2020/21 nahm er erstmals Mitte Januar bei den Continental-Cup-Wettbewerben in Klingenthal an internationalen Wettkämpfen teil und erreichte dort wie an den folgenden Stationen konstant die Punkteränge. Sein bestes Saisonresultat stellte der neunte Rang Anfang Februar in Lahti dar. In der COC-Gesamtwertung belegte er den 29. Platz. In der ersten Periode der Saison 2021/22 trat Kobayashi an allen Wettbewerben des Continental Cups in Nischni Tagil, Zhangjiakou und Ruka an und konnte dort an allen sechs Wettkampftagen die Top 20 erreichen. Darüber hinaus lief er am 5. Dezember in Zhangjiakou als Zweiter erstmals auf das Podest.
Bei der Winter-Universiade 2023 in Lake Placid gewann Kobayashi im Gundersen Einzel die Goldmedaille.

## Statistik

### Nordische Kombination

#### Continental-Cup-Platzierungen
| Saison  | Platz | Punkte |
| ------- | ----- | ------ |
| 2019/20 | 70.   | 018    |
| 2020/21 | 29.   | 125    |
| 2021/22 | 25.   | 186    |

### Skispringen

#### Weltcup-Platzierungen
| Saison  | Platz | Punkte |
| ------- | ----- | ------ |
| 2024/25 | 40.   | 76     |

## Sonstiges
Kobayashi nahm am olympischen Fackellauf 2021 teil.